# Försvarsmuseum Boden

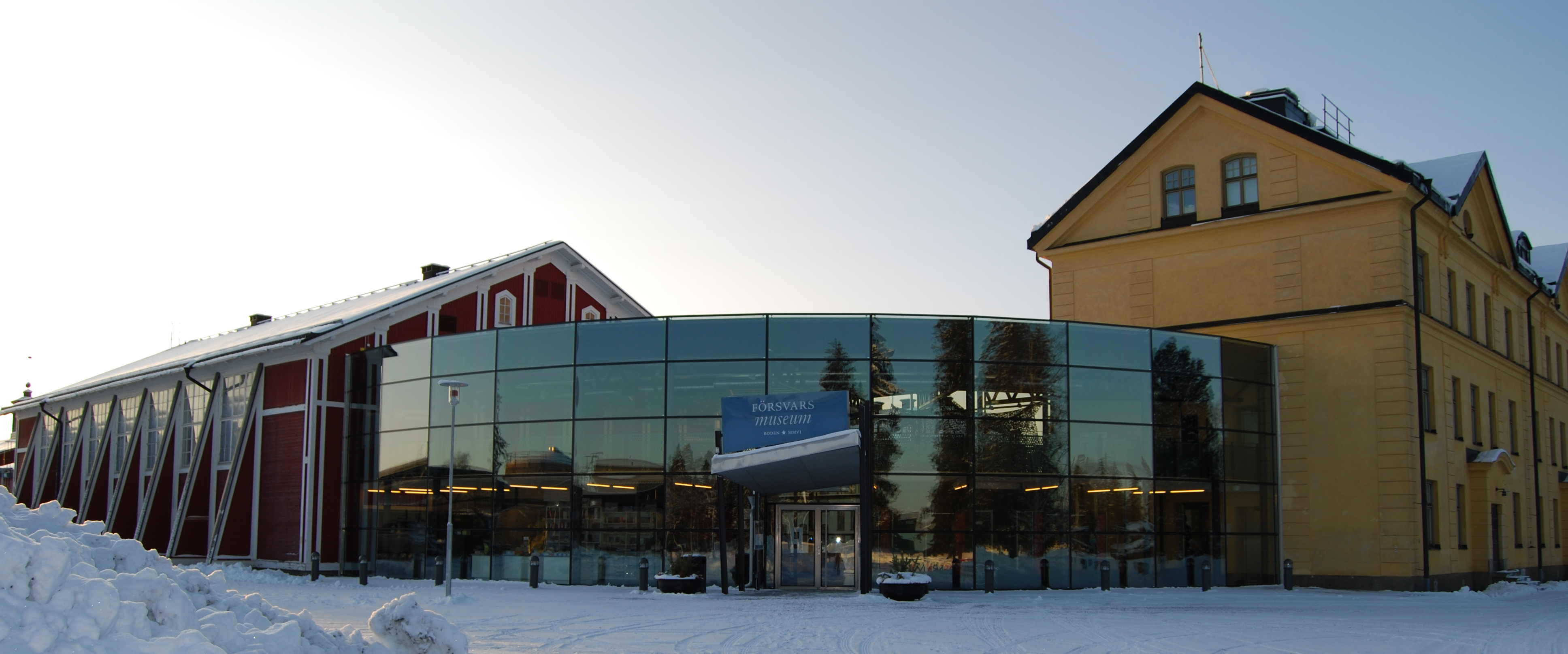
Entrén till Försvarsmuseum Boden.

Försvarsmuseum Boden är ett försvarshistoriskt museum fokuserat på Övre Norrland. Museet har som mål att sätta in det svenska försvaret i lokala, regionala och nationella perspektiv, från slutet av 1800-talet till idag.

## Utställningar
Utställningslokalerna är på ca 2500 m2 och är lokaliserade i nerlagda Bodens artilleriregemente:s (A 8) gymnastikhall och en kasernbyggnad. Dessa två äldre byggnader sammanbinds av en nybyggd entrébyggnad i glas.

### Basutställning
Museets basutställning, Norrlands lås, visar 1900-talets svenska försvarshistoria fram till nutid. Utställningen tar utgångspunkt i riksdagsbeslutet år 1900 att Bodens fästning skulle byggas. Perspektivet är både lokalt, regionalt och internationellt.

### Garnisonsutställning
I museets garnisonsutställning visas bland annat stadens regementens historia. Arbete pågår med att förnya och modernisera utställningen.

### Boden Radio
Utställningen visar Boden radios verksamhet mellan 1914 och 1975. I utställningen finns bland annat sändaren som det första officiella radioprogrammet sändes från sommaren 1921.

### Uniformsutställning
Försvarsmuseum Boden har en stor samling uniformer, mestadels svenska och med en tyngdpunkt på de regementen som ingått i Bodens garnison.

### Om kriget kommer
Utställningen handlar om det senare skedet av kalla kriget med tyngdpunkt på norra Sverige och har som utgångspunkt år 1985.